# Gamay fréaux
Le gamay fréaux N est un cépage noir de type teinturier. Cela signifie que son jus est coloré, contrairement à la plupart des cépages dont le jus est incolore. On le retrouve souvent au côté du gamay noir à jus blanc, mais il est de moins en moins utilisé en France, et n'est généralement pas autorisé dans les décrets d'appellation d'origine contrôlée.
Il est cependant fréquent dans les vieilles vignes françaises, notamment dans le vignoble du Val-de-Loire.

## Origine

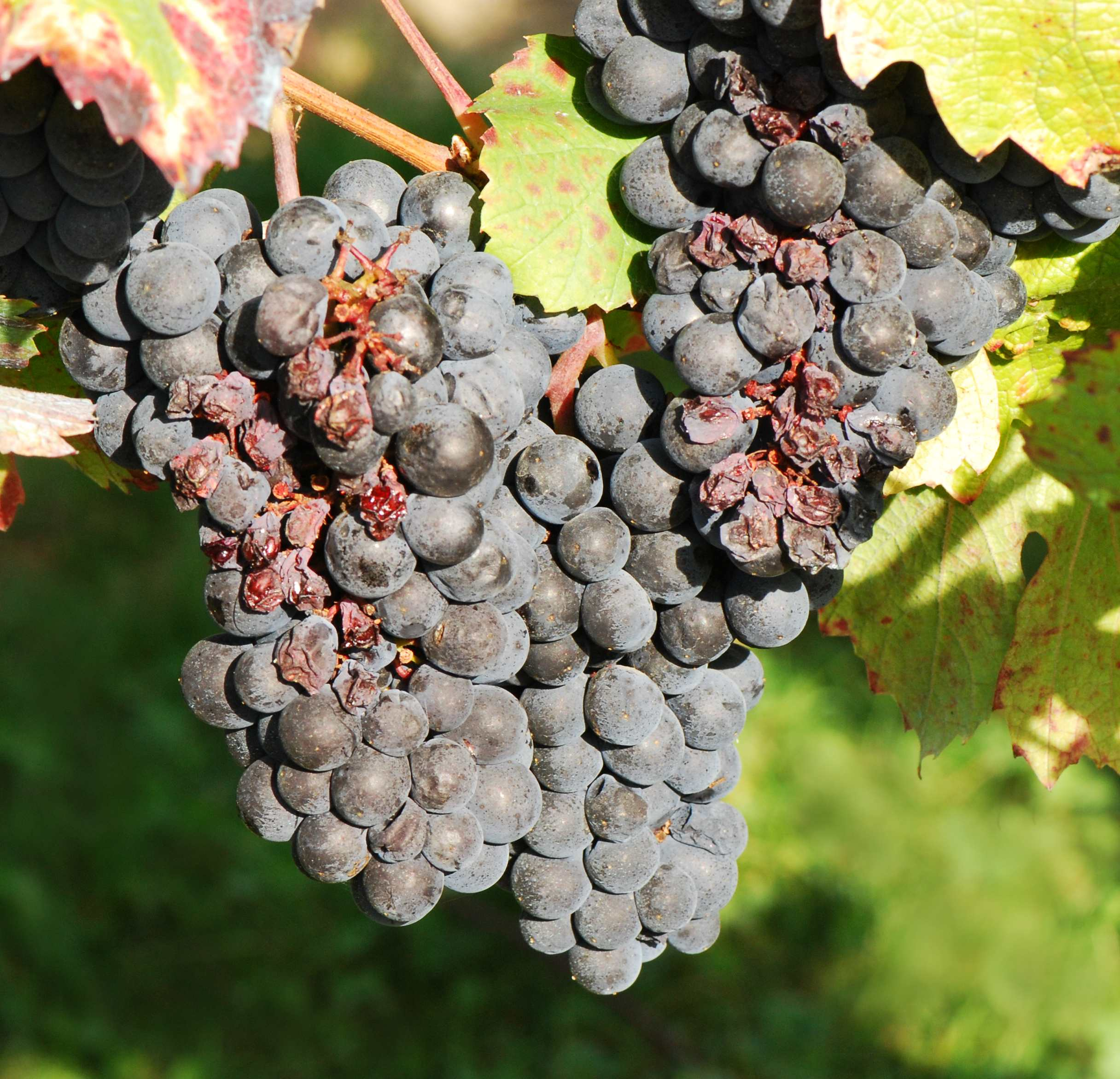
Raisins (Conservatoire du Vignoble charentais, 17 Cherves).

Le gamay fréaux est une mutation observée par Antoine Fréaux en 1841 à Couchey (Côte d'or) sur une souche de gamay de Bouze.

## Aptitudes de production
- Débourre précocement
- Vigueur moyenne, sensible à la pourriture grise et à l'excoriose

## Caractères ampélographiques

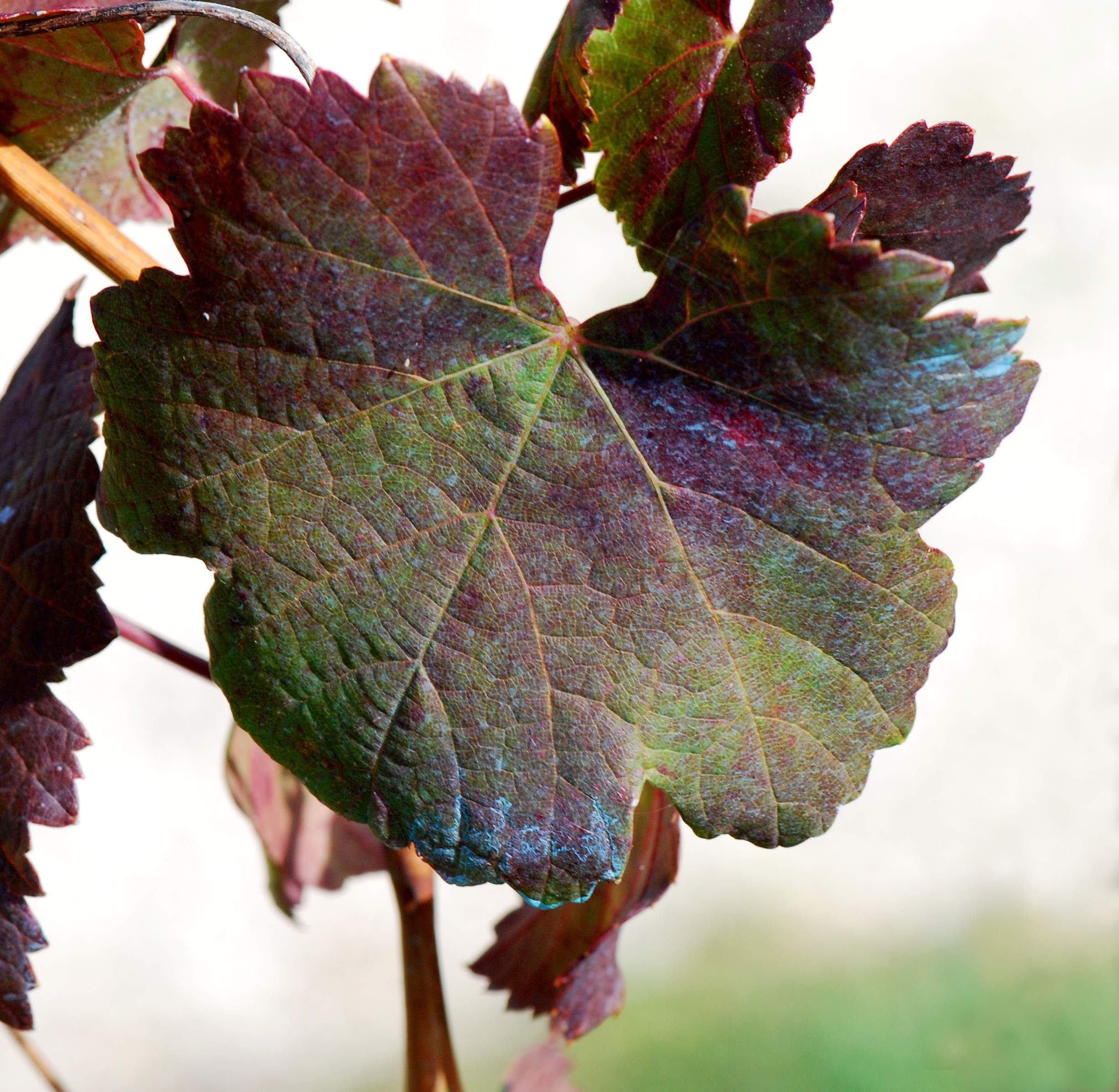
Feuillage début octobre, Cherves.

- Le feuillage vire au rouge à l'automne
- Grappes petites parfois ailées, tronconiques
- Baies petites à moyennes, grisâtres avant la véraison puis d'un beau noir bleuté, à jus très coloré

## Synonymes
Friaux, violet de Saint Denis (Côte chalonnaise), teinturier supérieur de Couchey